# Кривополянский сельсовет (Липецкая область)
Кривополянский сельсовет — сельское поселение в Чаплыгинском районе Липецкой области Российской Федерации.
Административный центр — село Кривополянье.

## История
Статус и границы сельского поселения установлены Законом Липецкой области от 23 сентября 2004 года № 126-ОЗ «Об установлении границ муниципальных образований Липецкой области»

## Население
| 2010  | 2012  | 2013  | 2014  | 2015  | 2016  | 2017  |
| ----- | ----- | ----- | ----- | ----- | ----- | ----- |
| 5059  | ↗5082 | ↘5019 | ↘5002 | →5002 | ↗5061 | ↗5103 |
| 2018  | 2021  |       |       |       |       |       |
| ↗5123 | ↗5220 |       |       |       |       |       |

## Состав сельского поселения
| № | Населённый пункт | Тип населённого пункта       | Население |
| - | ---------------- | ---------------------------- | --------- |
| 1 | Кривополянье     | село, административный центр | ↗5220     |